# 小山金七
小山 金七（こやま きんしち、1942年7月5日 - 2000年3月31日）は、日本の警察官。「落とし」の名刑事といわれる。

## 人物
宮城県石巻市生まれ。
宮城県立飯野川高等学校定時制（現宮城県石巻北高等学校飯野川校）卒業。
1962年警視庁巡査。1963年上野警察署警ら係、1967年同署刑事課捜査係。1973年警視庁巡査部長、尾久警察署刑事課捜査係。1976年刑事部捜査第一課。
以後、丸の内警察署刑事課捜査係長、刑事部捜査第一課主任、小松川警察署刑事課長代理、刑事部捜査第一課係長、八王子警察署刑事課長、刑事部捜査第一課管理官を歴任。
巡査部長、警部補、警部、警視の各階級で通算17年間にわたり刑事部捜査第一課に所属し、ロス疑惑、坂本弁護士一家殺人事件、トリカブト殺人事件、地下鉄サリン事件、警察庁長官狙撃事件、南長崎6丁目警察官殺害事件などを担当した。
定年退職を前に、胃癌で死去(57歳没)。

## 関連作品
- 警視庁取調官 落としの金七事件簿（2007年、小野義雄著）
  - 2010年5月29日に、上記を原作にした同名のスペシャルドラマが、テレビ朝日系列で放送された。柳葉敏郎が小山を演じた。

- 警視庁捜査一課刑事（2008年、飯田裕久著）
  - 飯田自身がトリカブト事件の捜査に関わった記述で登場。ただし名前は「小山田金六」と替えられている。

| スタブアイコン | サブスタブ | この項目は、まだ閲覧者の調べものの参照としては役立たない、人物に関連した書きかけの項目です。この項目を加筆・訂正などしてくださる協力者を求めています（P:人物伝/PJ:人物伝）。 |